# La Divina Pastora (Capellades)
La Divina Pastora és un edifici religiós del municipi de Capellades (Anoia) protegit com a bé cultural d'interès local.

## Descripció
El convent, de planta rectangular i coberta plana és format d'un altre cos, més alt, afegit a la part posterior, també amb cobertura plana i, a més, l'edifici de la capella, a un costat i mirant també a la façana principal. Tots els murs es presenten arrebossats -en algun sector es veu la pedra que hi ha sota.. Les finestres són remarcades per un guardapols d'arc de mig punt -menys a les de la part posterior al primer i segon pis-. Tota la cornisa, que a la part posterior fa ondulacions, descansa damunt d'una nombrosa sèrie de mènsules. La capella presenta un acabament amb una mena de frontó. Té un rosetó semicircular i damunt la porta un arrebossat d'arc de mig punt forma una mena de timpà. No es veu com és la coberta.

## Història
Fou aixecat el 1862 al lloc dels estricadors de la confraria de Sant Sebastià. Ja el 1858 s'establí a Capellades la segona comunitat de terciàries caputxines de l'institut de la Mare del Diví Pastor, dedicat a l'ensenyament i fundat per l'igualadí P.Josep Tous i Soler (1811-1871).